# Juca Batista
José Batista de Magalhães (Belém Velho, Porto Alegre, 29 de setembro de 1870 -  Porto Alegre, 1951) ou comumente conhecido Juca Batista, foi um comerciante, filantropo e estancieiro gaúcho. Batista foi um dos financiadores dos pioneiros da ocupação do bairro Vila Nova, também doou uma parte de suas terras para a construção do cemitério da Vila Nova e para a Escola Estadual Odila Gay da Fonseca. Batista ajudou a manter a Santa Casa de Misericórdia, o Pão dos Pobres e o Asilo Padre Cacique por meio de atividades sociais. 
No auge da Segunda Guerra mundial, Batista distribuiu alimentos para os necessitados. Fundou a primeira loja comercial da região, a Ferragem Juca Batista, que distribuía uma variedade de alimentos para os moradores da região.
Em Porto Alegre situa-se uma avenida com seu nome que atravessa os bairros Ipanema, Hípica, Aberta dos Morros e Espírito Santo. Também uma linha de ônibus leva seu nome.

## Biografia
Juca Batista vem de origens portuguesas. Prosperou como comerciante na Zona Sul de Porto Alegre. Com sua esposa, Otília Flores de Magalhães, Batista empreendeu nas terras deixadas de herança pelo seu pai. Por muitos anos atuou como filantropo em prol da comunidade carente, tanto de sua região como nas vizinhanças. Deslocando-se, de barco, pelo rio, fornecia produtos oriundos de sua fazenda a outras regiões da cidade.
Juca Batista desempenhou o papel de pioneiro ao estabelecer a primeira loja comercial na região, a Ferragem Juca Batista, proporcionando aos habitantes locais acesso a uma variedade de produtos. Em sua abertura em 1878, o estabelecimento original servia como um ponto onde se podia adquirir uma ampla gama de itens, desde alfinetes até produtos perecíveis como açúcar e café.
Em 1896, Juca Batista presenteou aos pioneiros colonos italianos da Vila Nova com as primeiras mudas de árvores frutíferas e verduras. Também contribuía para sustentar diversas instituições beneficentes, incluindo a Santa Casa de Misericórdia, o Pão dos Pobres e o Asilo Padre Cacique, por meio de seu envolvimento em atividades sociais, destacando assim sua atuação filantrópica. No auge da Segunda Guerra Mundial, durante a escassez e o racionamento de alimentos, Juca Batista distribuía refeições para os necessitados nas redondezas. Em 1917, teria recebido do Exército Brasileiro uma faca de ouro com gravações em agradecimento. Nesse período, Batista também permitiu que a margem do rio, parte de sua propriedade, fosse utilizada pelos soldados para treinamento militar.
De acordo com relato de Teresa Magalhães Terra, que é casada com um dos descendentes de Juca Batista, uma porção das terras pertencentes à família foi cedida para a edificação do cemitério da Vila Nova. A generosa dimensão da área doada também abriu caminho, posteriormente, para o desenvolvimento de um conjunto habitacional nas proximidades do cemitério, o qual ficou conhecido como Vila Monte Cristo.
Batista morreu em Porto Alegre em 1951.

## Homenagens
Em Porto Alegre existe uma avenida batizada com seu nome na Zona Sul da cidade que atravessa os bairros Ipanema, Hípica, Aberta dos Morros e Espírito Santo. Uma linha de ônibus de Porto Alegre leva seu nome.

## Vida pessoal
Batista foi casado com Otylia Flores de Magalhães e tiveram três filhos.